# Markéta Hajdu
Markéta Hajdu (Procházková; * 9. září 1974 Turnov) byla atletickou reprezentantkou České republiky. Jedná se o trojnásobnou mistryni a několikanásobnou rekordmanku ČR v hodu kladivem, sedminásobnou mistryni a několikanásobnou rekordmanku ČR v hodu 10 kg břemenem, mistryni světa a evropskou rekordmanku v hodu 12,5 kg břemenem. Svůj osobní rekord (65, 91 metru) v hodu kladivem získala v Praze 2. června 2001, tím si zasloužila účast na Mistrovství světa v atletice 2001 v kanadském Edmontonu.

## Život
Markéta Hajdu vyrůstala v Turnově. Závodila za AC Turnov, kde dodnes drží oddílový rekord v hodu kladivem (57,54 m, 1996, Kladno) a ve vrhu koulí (13,03 m, 1995, Turnov). Poté se přestěhovala do Jablonce nad Nisou, kde přestoupila do TJ Liaz, kde stále drží výše zmíněný rekord v hodu kladivem 65, 91 metru.
Vystudovala střední ekonomickou školu. V roce 1998 se jí narodila první dcera Sára a v roce 2011 druhá dcera Laura.
V roce 2003 svou atletickou kariéru ukončila.